# كيني غرين (لاعب كرة سلة مواليد 1967)
كيني غرين (بالإنجليزية: Kenny Green)‏ مواليد 13 أكتوبر 1967، هو لاعب كرة سلة أمريكي معتزل. بدأ مسيرته الاحترافية في سنة 1990. يبلغ طوله 6 قدم 8 بوصة (2.0 م). اعتزل اللعب في 2002.

## المسيرة الاحترافية
لعب مع نادي أنادولو إفيس لكرة السلة في موسم 1991–1992، ثم لعب مع جاي دي أيه ديجون في الدوري الفرنسي في سنة 1992، ثم لعب مع نادي قصرش لكرة السلة في الدوري الإسباني في موسم 1992–1993، ثم لعب مع نادي سرقسطة لكرة السلة في موسم 1993–1994، ثم لعب مع ساسكي باسكونيا في الدوري الإسباني من سنة 1994 إلى 1997، ثم لعب مع أولكرسبور في موسم 1997–1998.

## روابط خارجية
- كيني غرين على موقع الدوري الإسباني لكرة السلة (الإسبانية)
- كيني غرين على موقع كلية كرة السلة في سبورتس رفرنس.كوم (الإنجليزية)
- كيني غرين على موقع سبورتس رفرنس (الإنجليزية)